# Guš Emunim
Guš Emunim (hebrejsko גּוּשׁ אֱמוּנִים, latinizirano: Blok vernih), je bilo izraelsko ultranacionalistično  ortodoksno judovsko desničarsko fundamentalistično aktivistično gibanje, ki se je zavzemalo za vzpostavitev judovskih naselbin na Zahodnem bregu, v Gazi in Golanski planoti.
Čeprav je bil Guš Emunim uradno ustanovljen kot organizacija šele leta 1974 po jomkipurski vojni, je Guš Emunim izšel iz osvajanj šestdnevne vojne leta 1967 in spodbujal judovsko naselitev dežele Izrael na podlagi dveh točk, verske in eno praktično. Verska točka je bila prepričanje, da po Tori Bog želi, da Judje živijo v deželi Izrael in je vrnil dežele, kot sta svetopisemska Judeja in Samarija, kot priložnost, da se Judje vrnejo v domovino svojih prednikov. Druga točka je izhajala iz zaskrbljenosti, da je meje pred letom 1967 le 10 km (6,2 mi) široka na najožjem mestu, so bile nemogoče braniti, zlasti dolgoročno, zato je bilo treba zagotoviti, da v šestdnevni vojni zajeto  ozemlje z  judovsko prisotnostjo na območju  in na osnovi "dejstev na tleh"ostane pod izraelskim nadzorom.  Medtem ko Guš Emunim uradno ne obstaja več, vendar je njegov vpliv dalje prisoten  v izraelski politiki in družbi.

## Politične pripadnosti
Guš Emunim je bil tesno povezan z Nacionalno versko stranko (NRP) in bil v njej zelo vpliven. Danes se nazivajo - in izraelski mediji jih imenujejo - Ne'emanei Eretz Yisraelנאמני ארץ ישראל‎). Imel je tudi tesen odnos z Judovsko agencijo.

## Zgodovina
Guš Emunim so februarja 1974 ustanovili študentje Zvija Yehude Kooka v dnevni sobi Haima Drukmana, ki je tudi zaslužen za skovanje izraza. Za ustanovitelje organizacije je Jomikuprska vojna potrdila, kar je Kook trdil že pred izbruhom šestdnevne vojne: da je naseljevanje Judov na Zahodnem bregu, v Gazi in na Golanski planoti potrebno, če se želi skrajšati čas do odrešenja Poleg Drukmana so njegovemu ideološkemu in političnemu jedru pripadalli drugi učenci, kot so Hanan Porat, Moshe Levinger, Shlomo Aviner, Menachem Froman, Eliezer Waldman, Yoel Bin-Nun in Yaakov Ariel. Kook je ostal njen vodja do svoje smrti leta 1982.     
Leta 1974 je sorodna skupina z imenom Garin Elon Moreh, ki sta jo vodila Menahem Felix in Benjamin (Beni) Katzover, skušala ustanoviti naselbino v ruševinah železniške postaje Sebastia iz otomanskega obdobja. Po šest poskusih, ki so jih izraelske obrambne sile zatrle, so ob sedmem poskusu so dosegli dogovor, po katerem je izraelska vlada dovolila 25 družinam, da se naselijo v vojaškem taborišču Kadum jugozahodno od Nablusa / Šihema . Sporazum iz Sebastie je bil prelomni trenutek, ki je odprl severni Zahodni breg priseljevanju Judov. Majhna mobilna hišica, kjer je živelo 25 družin, je sčasoma postala občina Kedumim, eno večjih naselij na Zahodnem bregu. Model Sebastia so nato posneli v Beit El, Shavei Shomron in drugih naseljih.
Leta 1976 je Guš Emunim ustanovil Amana, naselbinsko vejo, ki se je kmalu osamosvojila in še vedno deluje. V letih 1979-80 se je skupina članov Guš Emunim radikalizirala in ustanovila organizacijo Judovsko podzemlje, ki je  izvedla več terorističnih napadov in ki je nameravala razstreliti Kupolo na skali. Razkritje teroristične organizacije je močno škodovalo ugledu naseljenskega gibanja. Po krizi je vlogo Guš Emunim kot formalne krovne organizacije naseljencev postopoma prevzel Svet Ješa, čeprav Guš Emunim uradno nikoli ni prenehal obstajati. Kljub temu, da je zakoreninjen v Guš Emunim, za Svet Ješa velja, da je bolj praktičen in pragmatičen, kot pa je bil njegov predhodnik. Svet Ješa, v vlogi politične krovne organizacije, in Amana kot izvršne veje za gradnjo, danes tvorita dve glavni instituciji gibanja naseljencev.
Joel Bin-Nun, eden od ustanovnih članov Guš Emunim, je po atentatu na Jicaka Rabina izstopil iz organizacije.

## Ideologija
Ideološka usmeritev Guš Emunim ima mesijanski, fundamentalistični, teokratski in desničarski.  Njena prepričanja so v veliki meri temeljila na naukih rabina Abrahama Isaaca Kooka in njegovega sina Zvija Jehude Kooka, Učila sta, da so sekularni cionisti s svojimi osvojitvami Erec Israela nehote povzročili, da se je začel čas mesije, ki bo dosegel svoj vrhunec z njegovim prihodom.  Pristaši Guš Emunim verjamejo, da  je njegov prihod mogoče pospešiti z naseljevanjem na zemlji, ki jo je Bog po hebrejski Bibliji in njihovem prepričanju dodelil judovskemu ljudstvu . Organizacija je podpirala poskuse sobivanja z arabskim prebivalstvom in zavrnila selitve prebivalstva, kot so jih predlagali Meir Kahane in njegovi privrženci.

## Vpliv

### Politični vpliv
Guš Emunim in potomci tega gibanja so uspešno pritegnili milijarde ameriških dolarjev za gradnjo in podporo naselbinam. Sassonovo poročilo iz leta 2005 je razkrilo, da so ministrstvo za stanovanja, ministrstvo za obrambo in Svetovna cionistična organizacija porabili milijone šeklov za podporo nezakonitih postojank. Med letoma 2013 in 2015 je Amana prejela vladna sredstva približno 100 milijonov šeklov (29 milijonov USD). 31. decembra 2019 je izraelsko višje sodišče odločilo, da je za vse vladne donacije, namenjene izvršilni veji gibanja, potrebna odobritev sodišča.
Gibanje naseljencev se je uspešno naslanjalo na čustva, povezana z izraelsko identiteto, zaradi česar se vladni uradniki in politični voditelji na desnici težko distancirajo od naseljencev. Podpora projektu naselbin je postala glavna tema v ameriški republikanski stranki in skoraj vse stranke na desni strani izraelskega političnega spektra imajo naseljence v svojem vodstvu. Naseljenci so bili nesorazmerno zastopani na vladnih položajih. Vlado iz leta 2013 je  uvodnik Haaretza imenoval ' vlado naseljencev' zaradi številnih z gibanjem naseljencev povezanih uradnikov na pomembnih položajih v ministrstvih za stanovanja in obrambo. Oktobra 2017 so pod vodstvom premierja Benjamina Netanjahuja Pinhasa Wallersteina, edega od ustanoviteljev Guš Emunim, imenovali na položaj vodje novega vladnega odbora, ustanovljenega z namenom legalizirati nezakonite postojanke in druge vrste nedovoljenih naselij na Zahodnem bregu. .

### Vpliv na družbo
Ustanovitev Guš Emunim je bila povezana s prebujajočo se ideologijo Velikega Izraela v nacionalni verski skupnosti. Gibanje naseljencev  so tudi obtožili, da provocira kulturo nasilja, izraelska vlada pa je njihova dejanja zagovarjala Storilec pokola v Hebronu leta 1994 je bil pristaš ideologije Velikega Izraela, prav tako tudi morilec premierja Jicaka Rabina, ki se je šolal v Guš Emunim naklonjenem Ješivat Kerem B'Javneh.. Umor Jicaka Rabina na splošno velja za prelomno točko v mirovnem procesu v Oslu.